# Dawlish (stacja kolejowa)

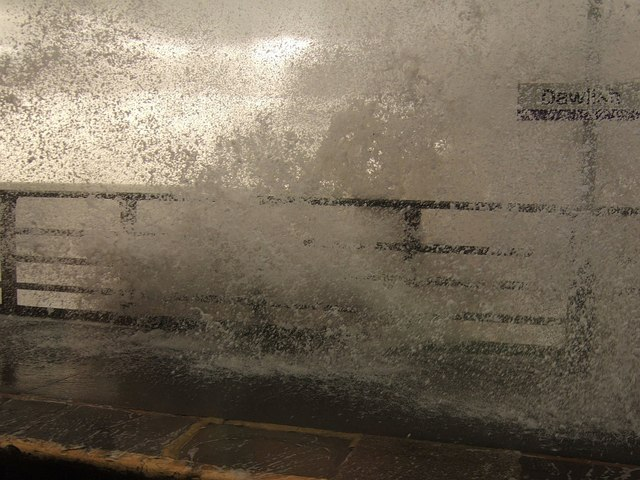
Stacja zalewana falami podczas sztormu

Dawlish – stacja kolejowa w mieście Dawlish, w hrabstwie Devon na linii kolejowej Exeter - Plymouth o znaczeniu regionalnym. Stacja bez trakcji elektrycznej. Stacja położona jest w bezpośredniej bliskości kanału La Manche, peron drugi graniczy wprost z morzem, co podczas sztormowej pogody powoduje zalewanie go przez wysokie fale.

## Ruch pasażerski
Stacja w Dawlish obsługuje ok. 481 282 pasażerów rocznie (dane za rok 2021/2022). Posiada bezpośrednie połączenia z następującymi większymi miejscowościami: Bristol, Penzance, Plymouth, Torquay.

## Obsługa pasażerów
Automaty biletowe, kasy, przystanek autobusowy, postój taksówek, bufet, kiosk, parking na 80 miejsc samochodowych. Pociągi odjeżdżają ze stacji co pół godziny. Na stacji zatrzymują się niektóre pociągi pośpieszne.

## Turystyka
Stacja jest wykorzystywana przez letników i wycieczkowiczów z uwagi na interesujący krajobraz, jurajskie wybrzeże i samo położenie linii kolejowej. Leży przy szlaku South West Coast Path Punkt początkowy wycieczek pieszych do Dawlish Warren i Teignmouth brzegiem morza.